# SmartTV
SmartTV (www.smarttv.com.hr) je prva hrvatska internet televizija s vlastitom produkcijom. Započela je s radom u siječnju 2007. godine, a trenutno, najveći dio programa emitira u suradnji s vanjskim produkcijama.
Program Smart Televizije gledatelji mogu pratiti kroz svoj web preglednik, na vlastitom računalu, u Windows Media Playeru, a to znači da nema potrebe za dodatnim troškovima zbog možebitnih posebnih uređaja.

## Vanjske poveznice
- SmartTV